# Osteochilus thomassi
Osteochilus thomassi (danh pháp hai phần: Osteochilus thomassi) là một loài cá thuộc chi Cá mè phương nam trong họ Cá chép. Loài cá này sinh sống ở Tây Ghats Ấn Độ.